# Franco congolês
O franco congolês é a moeda da República Democrática do Congo. É subdividido em 100 cêntimos. No entanto, os cêntimos já não têm valor prático e já não são utilizados.

## Primeiro franco, 1887–1967
Moeda expressa em cêntimos e Francos (em neerlandês:  Congolese frank) foi introduzido pela primeira vez em 1887 para uso no Estado Livre Do Congo (1885-1908). Após a anexação do Estado Livre por Belgica, a moeda continuou no Congo Belga. Os francos eram iguais em valor ao Franco belga. A partir de 1916, o Franco congolês também circulou em Ruanda-Urundi (presente Ruandês e Burundi) e, a partir de 1952, a moeda foi emitida conjuntamente em nome do Congo Belga e Ruanda-Urundi. Após a independência do República Democrática do Congo em 1960, Ruanda-Urundi adoptou o seu próprio Franco, enquanto, entre 1960 e 1963, Katanga também emitido Franco por si só.
O Franco permaneceu a moeda do Congo após a independência até 1967, quando o ZA7 foi introduzido, a uma taxa de 1 za1000 Francos.

### Moedas
Em 1887, moedas de cobre furadas foram introduzidas nas denominações de 1, 2, 5 e 10 cêntimos, juntamente com moedas de prata no valor de 50 cêntimos e 1, 2 e 5 francos. As moedas deixaram de ser cunhadas em prata em 1896. Moedas de cupro-níquel furadas de 5, 10 e 20 cêntimos foram introduzidas em 1906, com as restantes moedas de cobre (no valor de 1 e 2 cêntimos) cunhadas até 1919. As moedas de cupro-níquel de 50 cêntimos e 1 franco foram introduzidas em 1921 e 1920, respetivamente.
A cunhagem do Congo Belga cessou em 1929, apenas para ser retomada em 1936 e 1937 para a emissão de moedas de 5 francos de níquel-bronze. Em 1943, foram introduzidas moedas hexagonais de latão de 2 francos, seguidas de moedas redondas de latão no valor de 1, 2 e 5 francos e moedas de prata de 50 francos, entre 1944 e 1947.
Em 1952, moedas de 5 francos de latão foram emitidas com o nome "Ruanda-Urundi" pela primeira vez.
Moedas de alumínio no valor de 50 cêntimos, 1 e 5 francos seguiram-se entre 1954 e 1957. Em 1965, foram emitidas as únicas moedas denominadas em francos da primeira República Democrática do Congo, moedas de alumínio no valor de 10 francos.
Tal como acontece com as próprias moedas da Bélgica, alguns tipos foram emitidos em duas versões distintas, uma com legendas francesas e outra com legendas holandesas.

## Segundo franco, 1997–
O franco foi restabelecido em 1997, substituindo o novo zaire a uma taxa de 1 franco = 100.000 novos zaires. Isso equivalia a 300 trilhões de francos antigos.

### Moedas
Moedas nunca foram emitidas, pois unidades fracionárias de 1, 5, 10, 20 e 50 centavos foram emitidas apenas na forma de notas.

### Denominações em notas
Em 30 de junho de 1998, foram introduzidas notas nas denominações de 1, 5, 10, 20 e 50 cêntimos, 1, 5, 10, 20, 50 e 100 francos, embora todas sejam datadas de 01.11.1997. As notas de 200 francos foram introduzidas em 2000, seguidas pelas notas de 500 francos em 2002. A partir de julho de 2018, o único instrumento negociável em circulação na República Democrática do Congo são as notas de 10, 20, 50, 100, 200, 500, 1.000, 5.000, 10.000 e 20.000 francos. Enquanto isso, os comerciantes em Kinshasa estavam céticos sobre a nota de 5.000 francos devido à falsificação dessa denominação ou então a uma emissão irregular ou não autorizada da nota genuína, com o sufixo de número de série C. Embora a nota seja aceita na maior parte do país, não está mais em circulação em Kinshasa.
Em 2010, o Banque Centrale du Congo emitiu 20 milhões de notas de 500 francos para comemorar o 50º aniversário da independência do país da Bélgica.
| Notas do centavo do franco congolês (emissão de 01.11.1997) | Notas do centavo do franco congolês (emissão de 01.11.1997) | Notas do centavo do franco congolês (emissão de 01.11.1997) | Notas do centavo do franco congolês (emissão de 01.11.1997) | Notas do centavo do franco congolês (emissão de 01.11.1997) | Notas do centavo do franco congolês (emissão de 01.11.1997) |
| Imagem                                                      | Valor                                                       | Cor Principal                                               | Anverso                                                     | Inverso                                                     |                                                             |
| ----------------------------------------------------------- | ----------------------------------------------------------- | ----------------------------------------------------------- | ----------------------------------------------------------- | ----------------------------------------------------------- | ----------------------------------------------------------- |
|                                                             | 1 centavo                                                   | Verde oliva profundo, violeta e marrom escuro               | Colheita de café                                            | vulcão Nyiragongo                                           |                                                             |
|                                                             | 5 centavos                                                  | Roxa                                                        | máscara Suku                                                | harpa zande                                                 |                                                             |
|                                                             | 10 centavos                                                 | Vermelho-violeta e castanho-escuro                          | máscara pende                                               | dançarinos pende                                            |                                                             |
|                                                             | 20 centavos                                                 | azul esverdeado e preto                                     | Antílope                                                    | Parque Nacional de Upemba                                   |                                                             |
|                                                             | 50 centavos                                                 | Castanho escuro e castanho                                  | okapi                                                       | Ocapis na Reserva Epulu Ocapi                               |                                                             |